# کارلوس اوچوا
کارلوس اوچوا (انگلیسی: Carlos Ochoa؛ زادهٔ ۵ مارس ۱۹۷۸) بازیکن سابق فوتبال اهل مکزیک است که در پست مهاجم بازی می‌کرد.
وی همچنین در تیم ملی فوتبال مکزیک بازی کرده‌است.